# Pavia–Stradella-vasútvonal
A Pavia–Stradella-vasútvonal egy 35 km hosszúságú, normál nyomtávolságú vasútvonal Olaszországban, Pavia és Stradella között. A vonal 3000 V egyenárammal villamosított, fenntartója az RFI.